# Watertown (Massachusetts)
Watertown ist eine Stadt im Middlesex County in der Nähe von Boston im Bundesstaat Massachusetts in den Vereinigten Staaten.
Das U.S. Census Bureau hat bei der Volkszählung 2020 eine Einwohnerzahl von 35.329 ermittelt.

## Geographie
Watertown wird im Norden durch Belmont und im Süden durch Newton und Brighton begrenzt, wobei die Grenze im Wesentlichen durch den Charles River definiert wird. Im Osten liegt die Stadt Cambridge, deren Grenze fast vollständig durch den bekannten Friedhof Mount Auburn Cemetery definiert wird, der wiederum auf dem Gebiet von Watertown liegt, aber irrtümlich sehr häufig Cambridge zugeordnet wird. Im Westen liegt Waltham, jedoch gibt es hier keine klare geografische Grenze.

## Geschichte
Am 18. April 2013 kam Watertown weltweit in die Schlagzeilen, weil sich zwei mit Schusswaffen und Sprengstoff schwer bewaffnete Verdächtige des Anschlags auf den Boston-Marathon hier eine Schießerei mit der Polizei lieferten, wobei der ältere der beiden getötet wurde und sein jüngerer Bruder verletzt entkam. Die Stadt war daraufhin stundenlang abgeriegelt, weil die Polizei das ganze Gebiet auf der Suche nach diesem jungen Mann durchkämmte, der am folgenden Abend aufgespürt werden konnte.

## Bevölkerung
| Altersverteilung in Watertown im Jahr 2000 | Altersverteilung in Watertown im Jahr 2000 | Altersverteilung in Watertown im Jahr 2000 | Altersverteilung in Watertown im Jahr 2000 | Altersverteilung in Watertown im Jahr 2000 |
| ------------------------------------------ | ------------------------------------------ | ------------------------------------------ | ------------------------------------------ | ------------------------------------------ |
|                                            |                                            |                                            |                                            |                                            |
| unter 18 Jahre                             | unter 18 Jahre                             |                                            | 14,1 %                                     | 14,1 %                                     |
| 18 bis 24 Jahre                            | 18 bis 24 Jahre                            |                                            | 9,4 %                                      | 9,4 %                                      |
| 25 bis 44 Jahre                            | 25 bis 44 Jahre                            |                                            | 39,8 %                                     | 39,8 %                                     |
| 45 bis 64 Jahre                            | 45 bis 64 Jahre                            |                                            | 20,0 %                                     | 20,0 %                                     |
| über 65 Jahre                              | über 65 Jahre                              |                                            | 16,7 %                                     | 16,7 %                                     |
|                                            |                                            |                                            |                                            |                                            |

Auf der Basis der Volkszählung im Jahr 2000 hatte Watertown 32.986 Einwohner verteilt auf 14.629 Haushalte und 7.329 Familien. Die Bevölkerungsdichte betrug 8.026 Personen pro Quadratmeile bzw. 3.099 Personen pro Quadratkilometer. Es gab 15.008 Wohneinheiten mit einer Dichte von 3.651,5 Einheiten pro Quadratmeile (1.409,9 Einheiten pro Quadratkilometer).
Die Bevölkerung der Stadt setzte sich wie folgt zusammen: 91,42 % Weiße, 1,73 % Afroamerikaner, 0,16 % Indigene Amerikaner, 3,87 % Asiaten, 0,02 % Pacific Islander, 0,85 % andere Rassen und 1,95 % zwei oder mehr Rassen. Hispanics und Latinos machten 2,68 % der Bevölkerung aus.
17,8 % der Haushalte hatten Kinder unter 18 Jahren, 37,9 % waren verheiratete Paare, 8,7 % der Haushalte wurden von allein stehenden Frauen geführt und 49,9 % der Haushalte wurden nicht als Familie klassifiziert. In 34,1 % der Haushalte lebten Singles, 12,4 % waren alleinstehende Senioren über 65 Jahre. Die durchschnittliche Größe der Haushalte betrug 2,17 Personen, die durchschnittliche Familiengröße betrug 2,86 Personen.
Die Altersverteilung kann dem Diagramm entnommen werden. Das mittlere Haushaltseinkommen betrug 59.764 US-Dollar, das mittlere Familieneinkommen 67.441 Dollar. Männer hatten ein durchschnittliches Einkommen in Höhe von 46.642 Dollar gegenüber 39.840 Dollar bei Frauen. Das Pro-Kopf-Einkommen der Stadt betrug 33.262 Dollar. 4,5 % der Familien und 6,3 % der Stadtbevölkerung lebten unterhalb der Armutsgrenze, davon 8,6 % im Alter unter 18 Jahren und 7,5 % über 65 Jahre.

### Armenische Bevölkerung
Watertown ist ein großes Zentrum der armenischen Diaspora und beheimatete 2007 mit 7.000 Mitgliedern die drittgrößte armenische Gemeinschaft in den Vereinigten Staaten. Nur die kalifornischen Städte Glendale und Fresno haben größere armenische Gemeinden.
In Watertown werden darüber hinaus einige Tageszeitungen in englischer und armenischer Sprache herausgegeben, darunter der Armenian Mirror-Spectator sowie die Armenian Weekly und Armenian Review.

## Kultur und Sehenswürdigkeiten

### Bibliotheken
- Perkins Braille and Talking Book Library – Bibliothek für Sehbehinderte auf dem Campus der Perkins School
- Watertown Free Public Library – in einem 2006 renovierten und erweiterten[5] Gebäude an der 123 Main Street[6]

### Theater
- New Repertory Theatre – Professionelle Theatergruppe im Arsenal Center for Arts, 321 Arsenal Street

### Museen
- Armenian Library and Museum of America – 65 Main Street

## Wirtschaft und Infrastruktur

### Verkehr
Da in der Metropolregion rund um Boston die Grundstückspreise beständig ansteigen, hat sich Watertown als attraktive und kostengünstige Alternative zu eher teuren Städten wie Cambridge, Brookline, Belmont und speziell Boston entwickelt. Watertown liegt verkehrsgünstig an den wichtigen Verkehrsadern Soldiers Field Road und Massachusetts Turnpike und bietet so schnelle und direkte Wege zum Nachtleben in downtown Boston. An der MBTA-Station Watertown Square gibt es viele Anschlussmöglichkeiten, um per Omnibus oder Oberleitungsbus in die umliegenden Städte zu fahren. Die Stadt wird dabei seit 1958 von der Linie 71 des Oberleitungsbus Cambridge bedient.

## Persönlichkeiten

### Söhne und Töchter der Stadt
- Richard Bakalyan (1931–2015), Schauspieler[7]
- Ellis O. Briggs (1899–1976), Diplomat
- Charles Brigham (1841–1925), Architekt und Designer des Siegels von Watertown
- Benjamin Robbins Curtis (1809–1874), Jurist, Richter am Obersten Gerichtshof der Vereinigten Staaten
- Frederick C. Crawford (1891–1994), Industrieller, Gründer von Thompson Products (später TRW Inc.) und des Crawford Auto-Aviation Museums
- Jeff DaRosa (* 1982), Musiker und Mitglied der Dropkick Murphys, früheres Mitglied von The Exit, wuchs in Watertown auf
- Miles Donahue (* 1944), Jazzmusiker
- Harriet Hosmer (1830–1908), Bildhauerin
- Ellen Robbins (1828–1905), Malerin und Illustratorin
- Geraldo Scarpone Caporale (1928–2016), römisch-katholischer Ordensgeistlicher, Bischof von Comayagua in Honduras
- Charles Sumner Tainter (1854–1940), Instrumentenbauer, Ingenieur und Erfinder
- Luise Vosgerchian (1922–2000), Pianistin und Musikpädagogin

### Persönlichkeiten, die vor Ort gewirkt haben
- Die Band Boston nahm den Großteil ihres Platinalbums Boston in den Foxglove Studios in Watertown auf.
- Convers Francis (1795–1863), Pfarrer an der unitaristischen Kirche in Watertown, spielte neben Ralph Waldo Emerson, Henry David Thoreau und anderen eine wichtige Rolle im Transzendentalismus
- Stephen P. Mugar (1901–1982), Philanthrop und Gründer von Star Market